# Епелі Найлатікау
Епелі Найлатікау, LVO, OBE, MSD, OStJ, (5 липня 1941 , Сува ) — військовий і політичний діяч Фіджі. Президент Фіджі з 30 липня 2009 року і до 12 листопада 2015 року.

## Біографія
Народився 5 липня 1941 року на Фіджі. Довгий час служив у збройних силах Фіджі, працював на дипломатичній службі. У 2006—2007 роках — міністр закордонних справ. З 30 липня 2009 року — виконавець обов'язків; а з 5 листопада 2009 року — президент Республіки Фіджі. Залишив посаду президента Фіджі 12 листопада 2015 року.